# Slovenská extraliga ledního hokeje 2016/2017
Tipsport liga 2016/17 byla 24. sezónou slovenské hokejové extraligy. Nováčci tohoto ročníku byli kluby HC Nové Zámky a MHk 32 Liptovský Mikuláš, který nahradil odstoupivší tým ŠHK 37 Piešťany. Titul z minulé sezony obhajovalo mužstvo HK Nitra, vítězem sezony 2016/17 se stal klub HC ’05 iClinic Banská Bystrica. Z ligy nikdo nesestoupil. Systém soutěže byl stejný jako v minulém ročníku 2015/2016. 

## Kluby podle krajů
- Bratislavský: HK Orange 20
- Košický: HC Košice
- Banskobystrický: HC ’05 iClinic Banská Bystrica, HKM a.s. Zvolen
- Trenčínský: HK Dukla Trenčín
- Nitranský: HK Nitra, HC Nové Zámky
- Žilinský: MsHK Žilina, MHC Martin, MHk 32 Liptovský Mikuláš
- Prešovský: HK Poprad

| Klub                           | Město             | Stadion                          | Kapacita |
| ------------------------------ | ----------------- | -------------------------------- | -------- |
| HC ’05 iClinic Banská Bystrica | Banská Bystrica   | Zimní stadion Banská Bystrica    | 2 841    |
| HC Nové Zámky                  | Nové Zámky        | Zimný štadión Nové Zámky         | 3 500    |
| HC Košice                      | Košice            | Steel Aréna                      | 8 378    |
| MHC Mountfield                 | Martin            | Zimný štadión Martin             | 4 200    |
| HK Nitra                       | Nitra             | Nitra aréna                      | 5 300    |
| HK Poprad                      | Poprad            | Zimní stadion města Poprad       | 4 500    |
| MHk 32 Liptovský Mikuláš       | Liptovský Mikuláš | Zimný štadión Liptovský Mikuláš  | 3 680    |
| HK Dukla Trenčín               | Trenčín           | Zimní stadion Pavla Demitry      | 6 150    |
| HKM a.s. Zvolen                | Zvolen            | Zimní stadion Zvolen             | 6 390    |
| MsHK Žilina                    | Žilina            | Zimní stadion Žilina             | 6 328    |
| HK Orange 20                   | Bratislava        | Zimní stadion Vladimíra Dzurilly | 3 500    |

## Tabulka Základní části
| Vysvětlivky                             |
| --------------------------------------- |
| Tým postupující do čtvrtfinále play off |
| Sestupujíci do baráže                   |
| Mimo soutěž                             |

| Poř. | Tým                      | Z  | V  | VP | PP | P  | VG  | OG  | B   |
| ---- | ------------------------ | -- | -- | -- | -- | -- | --- | --- | --- |
| 1.   | iClinic Banská Bystrica  | 56 | 34 | 6  | 5  | 11 | 191 | 120 | 119 |
| 2.   | HK Nitra                 | 56 | 33 | 4  | 5  | 14 | 196 | 154 | 112 |
| 3.   | HC Košice                | 56 | 28 | 10 | 3  | 15 | 186 | 121 | 107 |
| 4.   | MsHK Žilina              | 56 | 23 | 7  | 7  | 19 | 175 | 158 | 90  |
| 5.   | HKM a.s. Zvolen          | 56 | 23 | 5  | 5  | 23 | 163 | 174 | 84  |
| 6.   | HK Poprad                | 56 | 18 | 6  | 9  | 23 | 153 | 167 | 75  |
| 7.   | MHC Martin               | 56 | 19 | 5  | 8  | 24 | 141 | 166 | 75  |
| 8.   | HC Nové Zámky            | 56 | 18 | 5  | 10 | 23 | 146 | 154 | 74  |
| 9.   | HK Dukla Trenčín         | 56 | 17 | 7  | 7  | 25 | 140 | 164 | 72  |
| 10.  | MHk 32 Liptovský Mikuláš | 56 | 14 | 6  | 2  | 34 | 138 | 189 | 56  |
| 11.  | HK Orange 20             | 20 | 2  | 0  | 0  | 18 | 20  | 82  | 6   |

## Hráčské statistiky základní části

### Kanadské bodování
Toto je konečné pořadí hráčů podle dosažených bodů. Za jeden vstřelený gól nebo přihrávku na gól hráč získal jeden bod.
| Poř. | Hráč             | Tým                            | Z  | G  | A  | B  | TM  | +/- |
| ---- | ---------------- | ------------------------------ | -- | -- | -- | -- | --- | --- |
| 1.   | Ladislav Nagy    | HC Košice                      | 50 | 29 | 32 | 61 | 121 | 23  |
| 2.   | Marek Hovorka    | MsHK Žilina                    | 53 | 23 | 37 | 60 | 64  | 10  |
| 3.   | Mathew Maione    | HC ’05 iClinic Banská Bystrica | 55 | 10 | 47 | 57 | 48  | 19  |
| 4.   | Marek Slovák     | HK Nitra                       | 55 | 26 | 28 | 54 | 107 | 12  |
| 5.   | Jordan Hickmott  | HC ’05 iClinic Banská Bystrica | 56 | 23 | 30 | 53 | 14  | 25  |
| 6.   | Pavel Klhufek    | HKM a.s. Zvolen                | 55 | 23 | 29 | 52 | 83  | 7   |
| 7.   | Tomáš Surový     | HC ’05 iClinic Banská Bystrica | 44 | 21 | 24 | 45 | 12  | 22  |
| 8.   | Dávid Buc        | HC ’05 iClinic Banská Bystrica | 50 | 19 | 25 | 44 | 10  | 22  |
| 9.   | Lukáš Handlovský | MsHK Žilina                    | 55 | 18 | 26 | 44 | 48  | 5   |
| 10.  | Marcel Hossa     | HK Dukla Trenčín               | 52 | 22 | 21 | 43 | 30  | -12 |

Z = Odehrané zápasy; G = Vstřelené góly; A = Asistence; B = Body; TM = Trestné minuty

## Playoff

### Pavouk
|  | Čtvrtfinále | Čtvrtfinále     | Čtvrtfinále |       |        | Semifinále      | Semifinále | Semifinále |  |  | Finále | Finále          | Finále |
|  |             |                 |             |       |        |                 |            |            |  |  |        |                 |        |
|  | 1           | Banská Bystrica | 4           |       |        |                 |            |            |  |  |        |                 |        |
|  | 8           | Nové Zámky      | 1           |       |        |                 |            |            |  |  |        |                 |        |
|  | 8           | Nové Zámky      | 1           |       | 1      | Banská Bystrica | 4          |            |  |  |        |                 |        |
|  |             |                 |             |       | 1      | Banská Bystrica | 4          |            |  |  |        |                 |        |
|  |             | 4               | Martin      | 0     |        |                 |            |            |  |  |        |                 |        |
|  | 4           | 4               | Martin      | 0     | Žilina | 4               |            |            |  |  |        |                 |        |
|  | 4           |                 |             |       | Žilina | 4               |            |            |  |  |        |                 |        |
|  | 5           | Zvolen          | 3           |       |        |                 |            |            |  |  |        |                 |        |
|  |             |                 |             |       |        |                 |            |            |  |  | 1      | Banská Bystrica | 4      |
|  |             |                 | 2           | Nitra | 1      |                 |            |            |  |  |        |                 |        |
|  | 2           | Nitra           | 4           |       |        |                 |            |            |  |  |        |                 |        |
|  | 7           | Poprad          | 0           |       |        |                 |            |            |  |  |        |                 |        |
|  | 7           | Poprad          | 0           |       | 2      | Nitra           | 4          |            |  |  |        |                 |        |
|  |             |                 |             |       | 2      | Nitra           | 4          |            |  |  |        |                 |        |
|  |             | 3               | Žilina      | 0     |        |                 |            |            |  |  |        |                 |        |
|  | 3           | 3               | Žilina      | 0     | Košice | 2               |            |            |  |  |        |                 |        |
|  | 3           |                 |             |       | Košice | 2               |            |            |  |  |        |                 |        |
|  | 6           | Martin          | 4           |       |        |                 |            |            |  |  |        |                 |        |

### Čtvrtfinále
- HC ’05 iClinic Banská Bystrica - HC Nové Zámky 4:1 (8:2, 8:0, 4:1, 2:3, 5:1)
- HK Nitra - HK Poprad 4:0 (7:0, 3:0, 4:3pp, 5:1)
- HC Košice - MHC Mountfield 2:4 (4:0, 1:2, 1:4, 0:3, 3:1, 0:1)
- MsHK Žilina - HKM a.s. Zvolen 4:3 (5:2, 2:3, 5:3, 4:5, 5:1, 2:3pp, 3:2)

### Semifinále
- HC ’05 iClinic Banská Bystrica - MHC Mountfield 4:1 (6:3, 5:1, 1:4, 7:0, 6:2)
- HK Nitra - MsHK Žilina 4:0 (5:0, 3:2, 4:2, 4:3)

### Finále
- HC ’05 iClinic Banská Bystrica - HK Nitra 4:1 (4:1, 3:4, 3:2, 2:1, 6:2)

## Baráž o ligu
| Vysvětlivky                        |
| ---------------------------------- |
| Tým postupující do Tipsport ligy   |
| Tým nepostupující do Tipsport ligy |

| Poř. | Tým                      | Z  | V | VP | PP | P  | VG | OG | B  |
| ---- | ------------------------ | -- | - | -- | -- | -- | -- | -- | -- |
| 1.   | MHk 32 Liptovský Mikuláš | 12 | 7 | 3  | 0  | 2  | 41 | 26 | 27 |
| 2.   | HK Dukla Trenčín         | 12 | 6 | 0  | 4  | 2  | 35 | 27 | 22 |
| 3.   | HC 07 Orin Detva         | 12 | 5 | 1  | 1  | 5  | 32 | 29 | 18 |
| 4.   | HK Skalica               | 12 | 1 | 1  | 0  | 10 | 22 | 48 | 5  |